# Botanophila formiceps
Botanophila formiceps är en tvåvingeart som först beskrevs av Huckett 1947.  Botanophila formiceps ingår i släktet Botanophila och familjen blomsterflugor.
Artens utbredningsområde är Kalifornien. Inga underarter finns listade i Catalogue of Life.